# Tuzon
Tuzon est une petite ville du sud-est du Liberia, située dans le comté de Grand Gedeh. Elle est à 6 miles (10 km) au nord de Zwedru, le siège du comté. Tuzon est un bastion du peuple Krahn.
Elle est principalement connue pour être le lieu de naissance de l'ancien président Samuel Doe, le 21e président du pays,.
En 1990, pendant la première guerre civile libérienne, Tuzon a été ravagée par l'armée rebelle de Charles Taylor, qui est devenu président sept ans plus tard. Les habitants locaux ont fui la Côte d'Ivoire.